# Xorides jakovlevi
Xorides jakovlevi là một loài tò vò trong họ Ichneumonidae.